# Johannes Bosscha

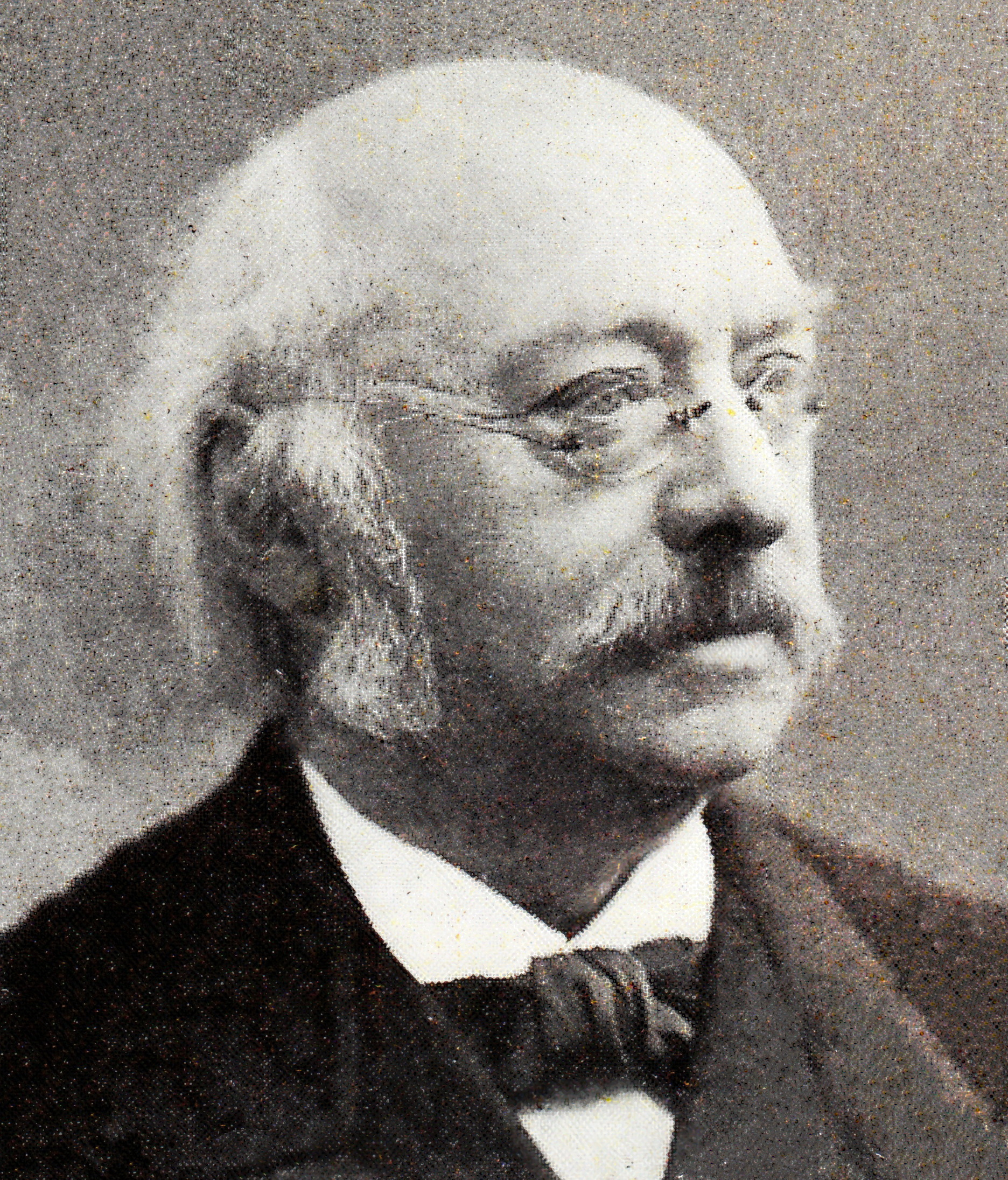
Johannes Bosscha.

Johannes Bosscha, född 18 november 1831 i Breda, död 15 april 1911 i Heemstede, var en nederländsk fysiker. Han var son till statsmannen Johannes Bosscha.
Bosscha blev efter naturvetenskapliga studier i Deventer och Leiden lärare vid militärakademien i Breda 1860, skolinspektör 1863, lärare vid Polytechnikum i Delft 1872 och direktor vid detsamma 1878. Han författade åtskilliga vetenskapliga avhandlingar på nederländska språket, av vilka de viktigare sedermera publicerades på tyska i Johann Christian Poggendorffs "Annalen". De mest kända bland dessa handlar om ljudets hastighet, om kvicksilvers utvidgning genom värme och om en metod för mätning av den elektromotoriska kraften samt om elektrolys och galvanisk polarisation. Hans viktigaste arbete, angående dubbeltelegrafering (1855), faller inom teknikens område. 
På hans sjuttioårsdag överlämnades till honom ett festband av tidskriften "Archives néerlandaises", vilken han såsom sekreterare för nederländska vetenskapssocieteten i Haarlem redigerade.